# La gran boda
La gran boda (títol original en anglès, The Big Wedding) és una comèdia romàntica estatunidenca de 2013 dirigida per Justin Zackham. La pel·lícula és una nova versió de la cinta francesa Mon frère se marie escrita per Jean-Stéphane Bron i Karine Sudan. S'ha doblat al català.
L'equip interpretatiu està format per grans actors de Hollywood com Robert De Niro, Katherine Heigl, Diane Keaton, Amanda Seyfried, Ben Barnes, Susan Sarandon i Robin Williams.

## Argument
Don (Robert De Niro) i Ellie Griffin (Diane Keaton) són una parella de Nova Anglaterra que va estar casada vint anys abans de divorciar-se. Del seu matrimoni tenen tres fills – Lyla (Katherine Heigl), Jared (Topher Grace), i un noi adoptat, Alejandro (Ben Barnes), que és de Colòmbia.
Alejandro està a punt de casar-se amb Missy (Amanda Seyfried) i per això, Ellie torna a la casa familiar deu anys després que el seu marit Don l'enganyés amb Bebe, la seva millor amiga. Però, quan l'Alejandro els anuncia que la seva mare biològica (Patricia Rae) desitja assistir al casament i que, a causa de les seves estrictes creences religioses, no pot saber que Ellie i Don estan divorciats, aquests es veuen obligats a aparentar que són un matrimoni feliç i Bebe haurà de marxar.

## Repartiment
| Intèrpret          | Personatge               | Veu en català     |
| ------------------ | ------------------------ | ----------------- |
| Robert De Niro     | Don Griffin              | Ricard Solans     |
| Diane Keaton       | Ellie Griffin            | Maria Luisa Solá  |
| Susan Sarandon     | Bebe McBride             | Mercè Montalà     |
| Katherine Heigl    | Lyla Griffin             | -                 |
| Robin Williams     | Sacerdot Monighan        | Albert Mieza      |
| Ben Barnes         | Alejandro Griffin        | Raúl Llorens      |
| Amanda Seyfried    | Melissa "Missy" O'Connor | Isabel Valls      |
| Topher Grace       | Jared Griffin            | Roger Pera        |
| Christine Ebersole | Muffin                   | Teresa Manresa    |
| Patricia Rae       | Madonna Soto             | Rosa Pastó        |
| Ana Ayora          | Nuria Soto               | Marta Barbarà     |
| Kyle Bornheimer    | Andrew                   | -                 |
| David Rasche       | Barry                    | Jaume Comas       |
| Megan Ketch        | Jane                     | Elisabet Bargalló |